# Зігфрід фон Роткірх унд Пантен
Зігфрід фон Роткірх унд Пантен (нім. Siegfried von Rothkirch und Panthen; 23 жовтня 1919, Бреслау — 18 серпня 1989) — німецький офіцер-підводник, оберлейтенант-цур-зее крігсмаріне.

## Біографія
Представник давнього сілезького роду. 1 жовтня 1938 року вступив на флот. З 1 травня по 31 жовтня 1940 року служив на авізо «Грілле». З 7 січня пл 15 червня 1941 року пройшов курс підводника. В червні 1941 року — вахтовий офіцер на підводному човні U-37, з липня 1941 року — на U-30. В листопаді 1941 року направлений на будівництво U-407. З 18 грудня 1941 року — 1- вахтовий офіцер на U-407, на якому взяв участь в одному поході (15 серпня — 9 жовтня 1942). В жовтні 1942 року переданий в розпорядження 9-ї флотилії. З 15 листопада 1942 по березень 1943 року — 1-й вахтовий офіцер на U-604, на якому взяв участь в двох походах, під час яких були потоплені 2 кораблі загальною водотоннажінстю 8740 тонн. 15-30 березня 1943 року пройшов підготовку в 2-му навчальному дивізіоні пдіводних човнів, 1-30 квітня — курс командира човна. 3 травня 1943 року направлений на будівництво U-717. З 19 травня 1943 року — командир U-717, на якому здійснив 5 походів (разом 52 дні в морі). 5 травня 1945 року наказав затопити човен. 8 травня 1945 року взятий в полон британськими військами. 25 вересня 1945 року звільнений.

## Звання
- Кандидат в офіцери (1 жовт ня 1938)
- Морський кадет (1 липня 1939)
- Фенріх-цур-зее (1 грудня 1939)
- Оберфенріх-цур-зее (1 серпня 1940)
- Лейтенант-цур-зее (1 квітня 1941)
- Оберлейтенант-цур-зее (1 квітня 1943)

## Нагороди
- Залізний хрест 2-го класу (11 жовтня 1942)
- Нагрудний знак підводника (31 грудня 1942)